# Semínova Lhota
Semínova Lhota je malá vesnice, část obce Újezd pod Troskami v okrese Jičín. Nachází se asi 1,5 km na severovýchod od Újezdu pod Troskami. Prochází tudy železniční trať Hradec Králové - Turnov. V roce 2009 zde bylo evidováno 47 adres. V roce 2001 zde trvale žilo 71 obyvatel.
Semínova Lhota leží v katastrálním území Újezd pod Troskami o výměře 7,56 km2.

## Historie
První písemná zmínka o obci pochází z roku 1364.

## Pamětihodnosti
- Krucifix (kulturní památka ČR)

## Galerie

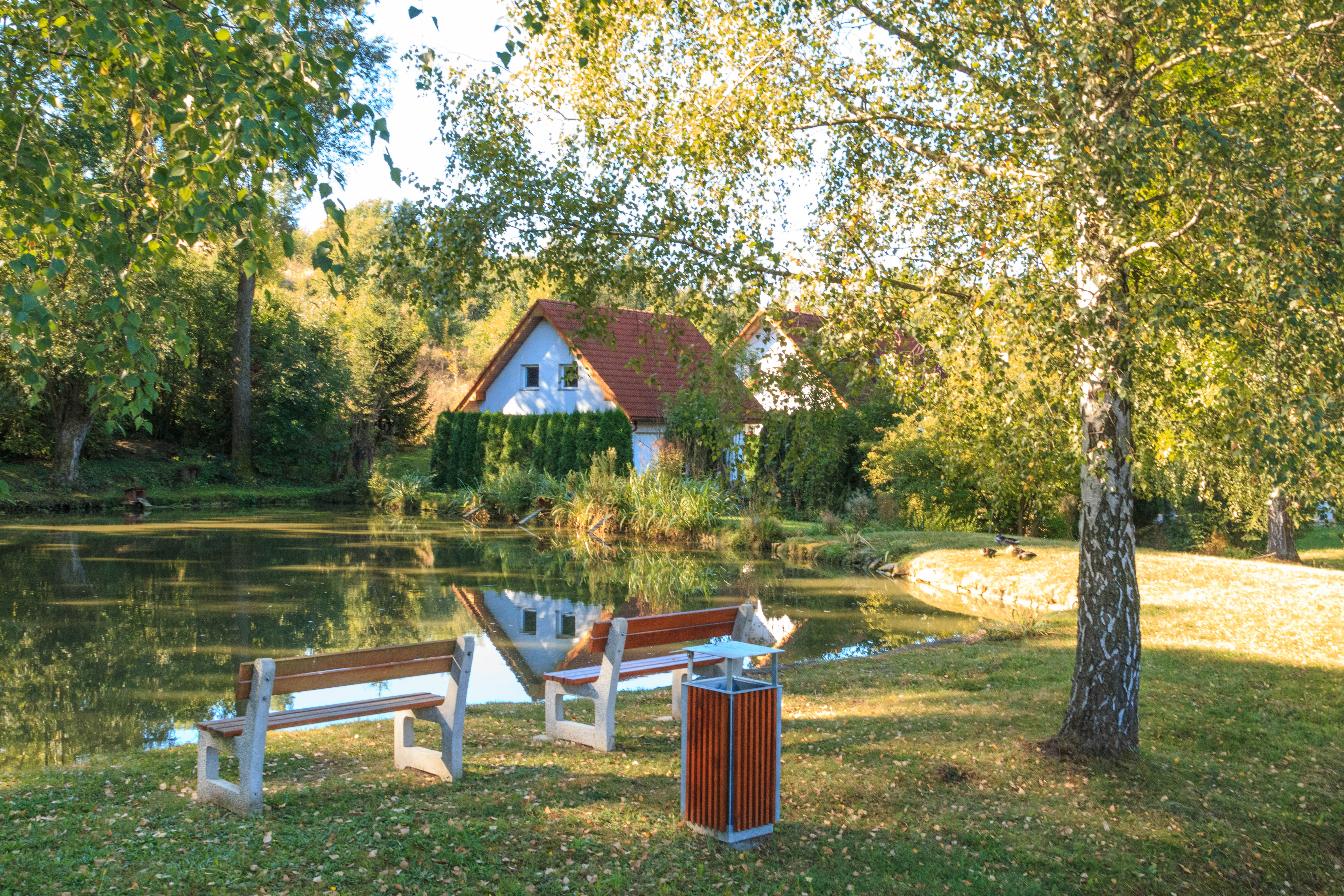
Semínova Lhota - návesní rybníček
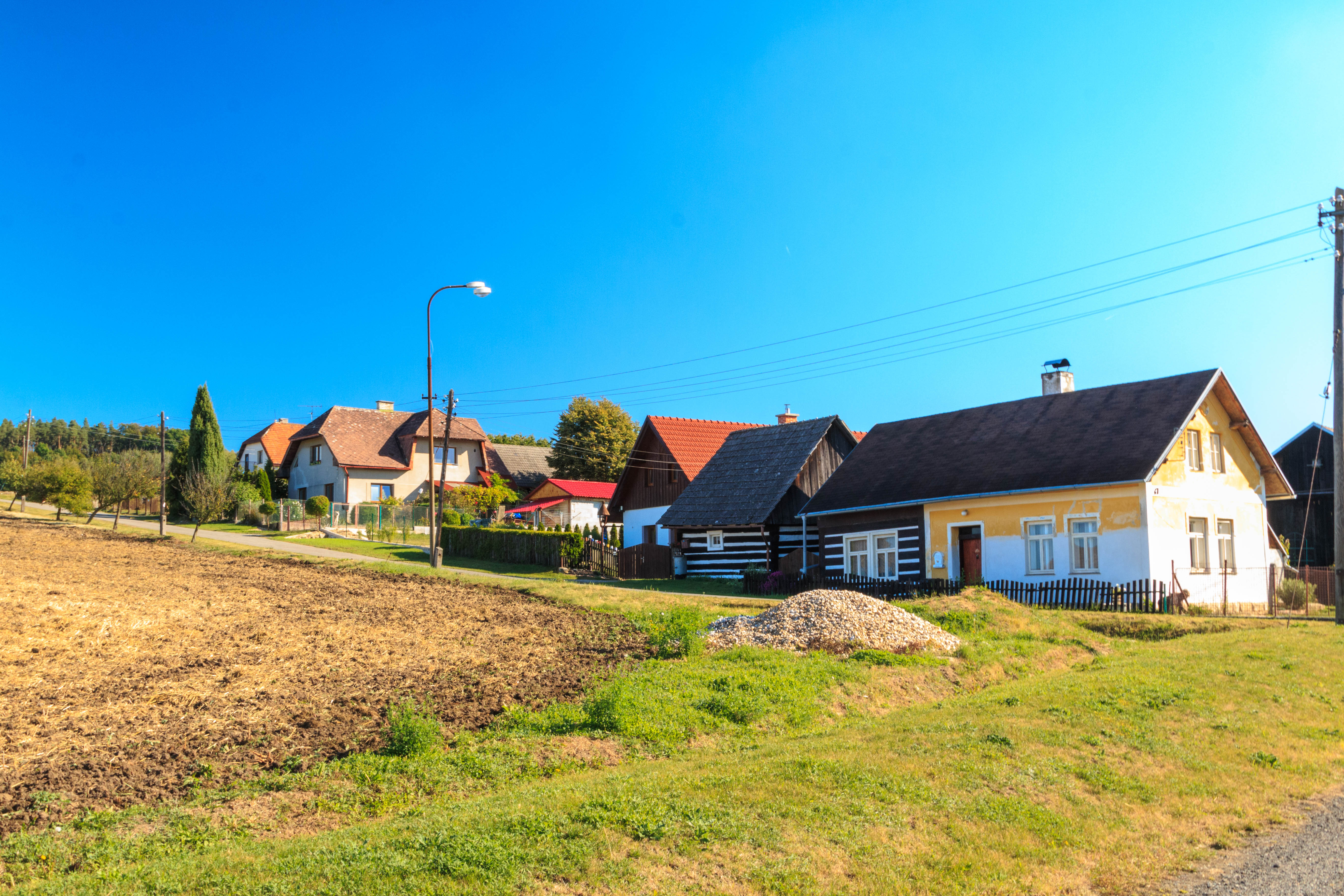
Semínova Lhota - čp. 47
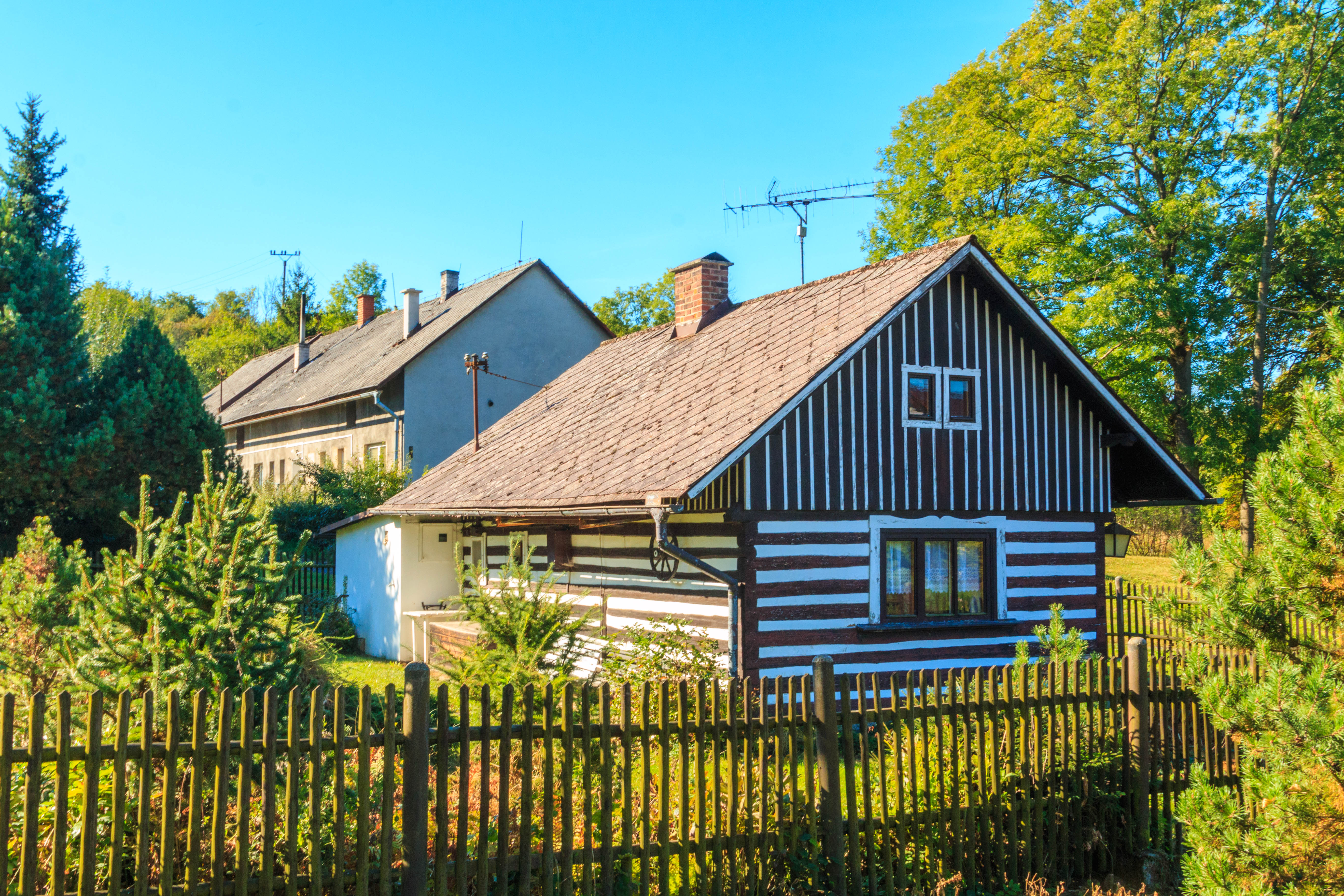
Semínova Lhota - čp. 48
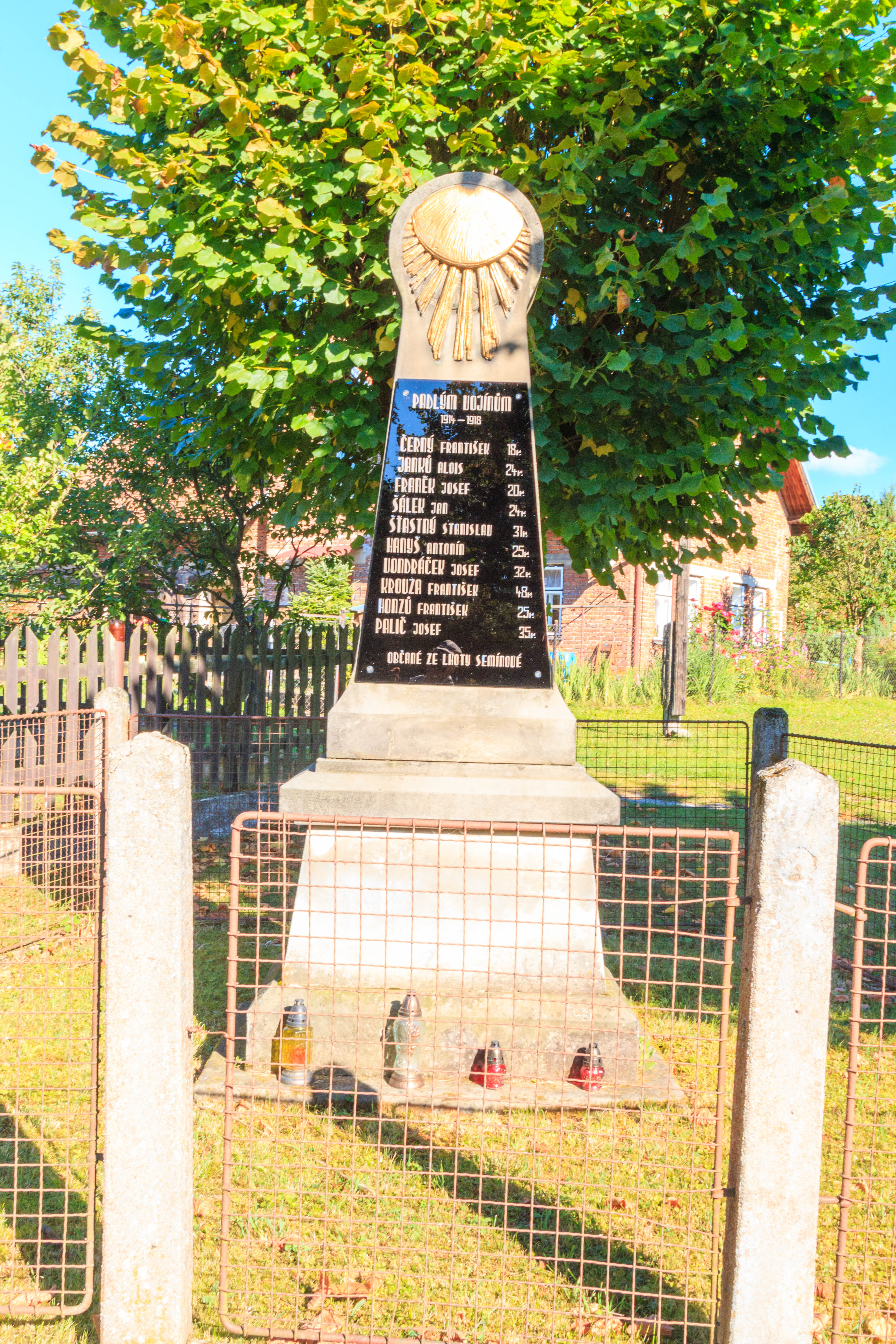
Semínova Lhota - pomník padlých v první světové válce